# Ilia Ilf
Ilia Ilf (pseudonimul lui Ilia Arnoldovici Fainzilberg) (în rusă Илья Арнольдович Файнзильберг, în ucraineană Ієхієл-Лейб Арно́льдович Файнзільберг, n. 3/15 octombrie 1897, Odessa, Imperiul Rus – d. 13 aprilie 1937, Moscova, RSFS Rusă, URSS) a fost un prozator rus.
Împreună cu Evgheni Petrovici Kataev (care semna sub pseudonimul de Evgheni Petrov), fratele scriitorului Valentin Kataev, a scris romane satirice în manieră picarescă ridiculizând credulitatea unora sau pretențiile și suficiența funcționarilor.

## Biografie
Ilia Ilf s-a născut în anul 1897, la Odessa, Imperiul Rus, actualmente Ucraina.  A fost fiul unui funcționar bancar, evreu. A absolvit o școală tehnică în 1913. A lucrat ca funcționar, tehnician telefonist, muncitor în industrie. A fost angajat la un birou de arhitectură, la o fabrică de muniții, la o uzină aeronautică. Dupa Revoluția din Octombrie a devenit contabil, apoi statistician. A debutat ca jurnalist la revista Sindetikon. A publicat poezie sub pseudonim feminin.
În 1923 s-a mutat la Moscova, unde a început să colaboreze la publicația Gunok, unde i-a întâlnit pe Mihail Bulgakov, Iuri Olesa iar, în 1925, pe Evgheni Petrov, alături de care va deveni celebru. Cei doi, Ilf și Petrov, au făcut literatură într-un mod unic.
Între 1933 și 1937 Ilf și Petrov au călătorit prin Europa. În 1935 au traversat Oceanul Atlantic, călătorie ce s-a materializat într-un remarcabil jurnal de călătorie american.
Ilia Ilf a murit de tuberculoză, probabil contractată în timpul periplului american, pe 13 aprilie 1937.
Literatura semnată Ilf și Petrov a fost interzisă de cenzura sovietică după 1948, la inițiativa lui Andrei Jdanov, dar curând reabilitată, în 1956, de către Nikita Sergheevici Hrușciov.
IIlia Ilf are o fată, Alexandra, care s-a manifestat activ în direcția conservării, popularizării și mediatizării operei tatălui său.